# Die Rückkehr des unheimlichen Hulk
Die Rückkehr des unheimlichen Hulk ist ein US-amerikanischer Fernsehfilm aus dem Jahr 1988. Er folgte der Fernsehserie Der unglaubliche Hulk mit der Marvel-Comicfigur Hulk als Hauptfigur. Zu Hulk gesellt sich hier ein weiterer Marvel-Charakter, nämlich Thor.
Der Film wurde 1989 mit Der unheimliche Hulk vor Gericht sowie 1990 mit Der Tod des unheimlichen Hulk fortgesetzt.

## Handlung
Vor Jahren wurde Dr. David Banner bei dem Versuch, mit Gammastrahlen die Stärke der Menschen künstlich zu erzeugen, durch einen Unfall mit einer Überdosis eben dieser verstrahlt. Seither verwandelte er sich in ein grünes muskelbepacktes Wesen, den Hulk. Bislang gelang es ihm nicht, ein Gegenmittel zu finden, was die Verstrahlung Rückgängig machen kann. Zwei Jahre sind seit seiner letzten Verwandlung vergangen, da er es geschafft hat, die Kontrolle behalten zu können. Er lebt nun mit Dr. Maggie Shaw an einem Strand in einer Beziehung und arbeitet im Joshua-Lambert-Institut erneut an einem Projekt mit Gammastrahlen, dem Gamma-Transponder. Diesen will er für eine mögliche Heilung nutzen. Nach einem guten Frühstück und einem Gespräch mit Maggie, die David’s Geheimnis teilweise kennt, begibt sich David ins Institut, wo der Chef, Joshua Lambert, ein Interview gibt, aus dem sich David verständlich heraushält.
Am Abend will David das Experiment starten, nicht wissend, dass eine Gestalt das Labor betritt. Als der Sekundenzähler fast auf Null ist, stoppt das Gerät und ein junger Mann tritt ins Licht. Er stellt sich als Donald Blake vor und erklärt, dass er David erkennt, aber nicht versteht, warum er sich tot stellt. David ist zunächst nicht wirklich begeistert, seinen ehemaligen Studenten wiederzusehen, denn er erinnert sich zu gut an ihn. Dennoch lässt er sich dessen Geschichte erzählen. Donald fand bei einer Tour in den Bergen eine Höhle, in dem ein großer Hammer liegt, von dem er sich angezogen fühlte. Als er ihn berührte, blitzte und donnerte es gewaltig, und ein Mann in einer Rüstung Thor erschien, und nannte sich Thor. David schaut ihn ungläubig an, woraufhin Donald es ihm beweisen will. David ahnt schon übles, dennoch lässt er Donald gewähren. Dieser ruft Thor, und der Mann erscheint im Labor. Thor ist irritiert und hält David für einen Zauberer. Als Thor nach etwas zu trinken sucht, regt David sich über die Beschädigungen auf, versucht sich aber zu fassen, um nicht den Hulk zu wecken. Dies bleibt Thor nicht verborgen und denkt, Banner will ihn verzaubern. Als Donald ihn zurückhalten will, stößt er David versehentlich gegen eine Schaltwand, wodurch David elektrische Schläge abbekommt. Dadurch verliert er die Kontrolle, und der Hulk erscheint. Hulk und Thor kämpfen miteinander, wobei Thor allerdings durchs Fenster fliegt. Dies beeindruckt ihn, und er bietet ihm bzw. Banner nun die Freundschaft an. Allerdings flüchtet der Hulk bei der Ankunft der Polizei.
Am nächsten Morgen nach der Rückverwandlung trifft David erneut auf Thor, diesmal in Zivilkleidung. Donald ließ ihn suchen, welcher am Auto wartet. David ist nicht erfreut über den Ausbruch und weiht Donald in sein Geheimnis ein. Darüber hinaus verlangt er, dass Donald bei den Reparaturen helfen, und dann mit Thor verschwinden soll. Die Arbeiten gehen gut voran, bis David plötzlich beinahe auf ein bekanntes Gesicht trifft… Jack McGee, sein ewiger Verfolger und noch immer Reporter beim National Register. Bei einem Gespräch kommt David auf Donalds Bitte vom Vorabend zurück, betreffend Rat, wie er mit Thor umgehen soll. David schlägt vor, mit diesem einfach mal einen Trinken zu gehen, was beide am Abend schließlich auch tun.
Derweil plant der Gangster Jack LeBeau, den Transponder zu stehlen, mit Hilfe von Lamberts Sohn Zack. Im Labor beobachtet David am Fenster das eintreffen der Gangster und hat wieder seine unangenehme Ahnung. Diese bestätigt sich am Eingang. Als der Sicherheitschef den Anführer des Trupps beschimpft, kommt es zu einem Handgemenge, in deren Verlauf sich David erneut verwandelt, und die Gangster in die Flucht schlägt. Diese wiederum erklären es LeBeau, der glaubt, seine Leute haben die nicht alle. Als auch noch Lamberts Sohn auftaucht und die Zusammenarbeit aufkündigen will, weil Menschen zu Schaden gekommen wären, beschließt LeBeau Lambert zu beseitigen und nun die verantwortliche für den Transponder zu entführen: Maggie. Diese entdeckt David am Haus unmittelbar nach seiner Rückverwandlung und begreift, das er sich wieder Verwandelt hat.
Am nächsten Morgen werden beide am Haus von LeBeaus Männern angegriffen. Donald, der sich eigentlich verabschieden wollte, ruft umgehend Thor zu Hilfe. David verwandelt sich erneut, wird als Hulk jedoch von einem Betäubungspfeil getroffen. Dadurch gelingt es den Gangstern, mit Maggie zu flüchten. Am Ort des Geschehens taucht natürlich auch prompt McGee auf, der dort Davids Tarnname erfährt. David trifft sich mit Donald zunächst in dessen Apartment um die Lage zu besprechen, als McGee plötzlich dort auftaucht. Jedoch kann Thor ihm genug Angst machen, dass er verschwindet. Später im Labor, bekommt David einen Anruf, welcher ihn ins Krankenhaus ruft. Zack Lambert wurde niedergeschossen aufgefunden. Dieser erklärt David seine Rolle in der Geschichte, und das dieser Maggie irgendwie zurückholen solle.
Zurück im Labor zerstört David den Hauptprozessorchip des Transponders, damit er nutzlos für LeBeau wird, wohl wissend, das aus der Heilung wieder nichts wird. Anschließend fährt er mit Donald zum Versteck der Gangster und rufen dort Thor, der nur auf einen Kampf wartet. Zu Thors Verdruss kann David sich allerdings nicht freiwillig verwandeln. Diese Glückt dennoch, als Joshua Lambert ebenfalls auftaucht, um sich für Zack zu rächen, der nicht überlebt hat, und David angreift, um zu den Gangstern zu gelangen. Zunächst hindert der Hulk Lambert daran, unüberlegt in Gefahr zu geraten. Anschließend greift er mit Thor das Versteck an, während Donald Rückendeckung gibt. Das Abenteuer gelingt, und Hulk kann Maggie befreien und LeBeau mit Humor gefangen nehmen. Dann rennt er Seite an Seite mit Thor in Sicherheit vor der anrückenden Polizei.
McGee ärgert sich, dass er den Hulk wieder nicht erwischt hat, was dessen Verleger nun endgültig Abschließen will: Er kündigt McGee. Im Strandhaus von Maggie treffen sich alle noch mal zum Abschied, und David verbringt den letzten Abend vor der Abreise mit Maggie, da er nun weiterreisen muss, um endlich Heilung zu finden. Am nächsten Morgen ist David erneut auf den Weg in die Ferne.

## Kritiken
„Die wenig geistreiche Handlung dieses im Rahmen einer Fernsehserie (‚Der unglaubliche Hulk‘, 1978) entstandenen Films wird durch Action-Szenen zwar belebt, aber nicht überzeugender.“